# Abdallah ben Khalifa Al Thani
Pour les articles homonymes, voir ben Khalifa et Al Thani.
Abdallah ben Khalifa Al Thani (عبد الله بن خليفة آل ثاني), né le 11 février 1958 à Doha, est un prince et homme d'État qatarien, membre de la famille régnante al-Thani. Il est Premier ministre du 29 octobre 1996 au 3 avril 2007.

## Biographie

### Jeunesse et formation
Abdallah est le fils de Khalifa ben Hamad Al Thani, émir du Qatar de 1972 à 1995, et de sa troisième épouse cheikha Roudha bint Jassim ben Jaber Al Thani, ainsi que le demi-frère d'Hamad ben Khalifa Al Thani, émir de 1995 à 2013.
Après avoir suivi des études dans son pays, il fréquente l'Académie royale militaire de Sandhurst dont il sort diplômé en décembre 1976. Il sert ensuite dans l'armée qatarienne jusqu'en 1989. Il parle anglais et français couramment.

### Carrière politique
Le 18 juillet 1989, cheikh Abdallah est nommé ministre de l'Intérieur, fonction à laquelle est ajoutée le titre de vice-Premier ministre le 11 juillet 1995. Nommé Premier ministre le 29 octobre 1996, il conserve en parallèle son portefeuille ministériel jusqu'au 2 janvier 2001. Il demeure chef du gouvernement jusqu'à sa démission le 3 avril 2007.

### Autres activités
Entre 2007 et 2022, il est le propriétaire de l'hôtel Lambert à Paris dans lequel il a investi des dizaines de millions d'euros pour sa restauration,.
Il est le propriétaire du club de football parisien PSG (Paris Saint-Germain) depuis juillet 2011 via le fonds d'investissement Qatar Investment Authority[réf. nécessaire].

### Vie familiale
Cheikh Abdallah est le père de six fils, Hamad, Suhaim, Tamim, Fahad, Mohammed et Khalifa.